# Chi Omega
Chi Omega (ΧΩ, également connue sous le nom de ChiO) est une sororité américaine, l'organisation faîtière de 26 fraternités de femmes, membre de la Conférence nationale panhellénique (en).
Chi Omega compte 181 chapitres collégiaux actifs et environ 240 chapitres d'anciennes élèves. Fondée en 1895 à l'université de l'Arkansas, il s'agit de la sororité comptant le plus de membres,. Depuis sa fondation en 1895 à l'université de l'Arkansas, la sororité a « initié » (parfois par des bizutages controversés) plus de 355 000 membres avec plus de 28 000 étudiants de premier cycle ajoutés chaque année, ce qui en fait la plus grande organisation fraternelle de femmes par adhésion,. Le siège social national de Chi Omega est situé à Memphis, dans le Tennessee.

## Historique
Chi Omega est fondée le 5 avril 1895 à l'université de l'Arkansas par Ina May Boles, Jean Vincenheller, Jobelle Holcombe et Alice Simonds, avec l'aide du Dr Charles Richardson (un initié de la fraternité Kappa Sigma (en)). Ce chapitre fondateur est appelé le chapitre Psi. À l'automne 1898, les fondatrices y ajoutent des chapitres Chi au Jessamine College de Nicholasville, Kentucky et au Hellmuth Ladies' College (en), situé à London, Ontario. Les deux chapitres s'ouvrent à d'autres écoles en 1903. À son 10e anniversaire, en 1905, Chi Omega est présente dans 17 chapitres à travers les États-Unis.
Chi Omega rejoint la Conférence nationale panhellénique (en) en 1903.
Le 15 janvier 1978, le tueur en série Ted Bundy entre dans la maison Chi Omega de l'université d'État de Floride à Tallahassee, en Floride. Ted Bundy attaque cinq femmes, tuant Lisa Levy et Margaret Bowman.

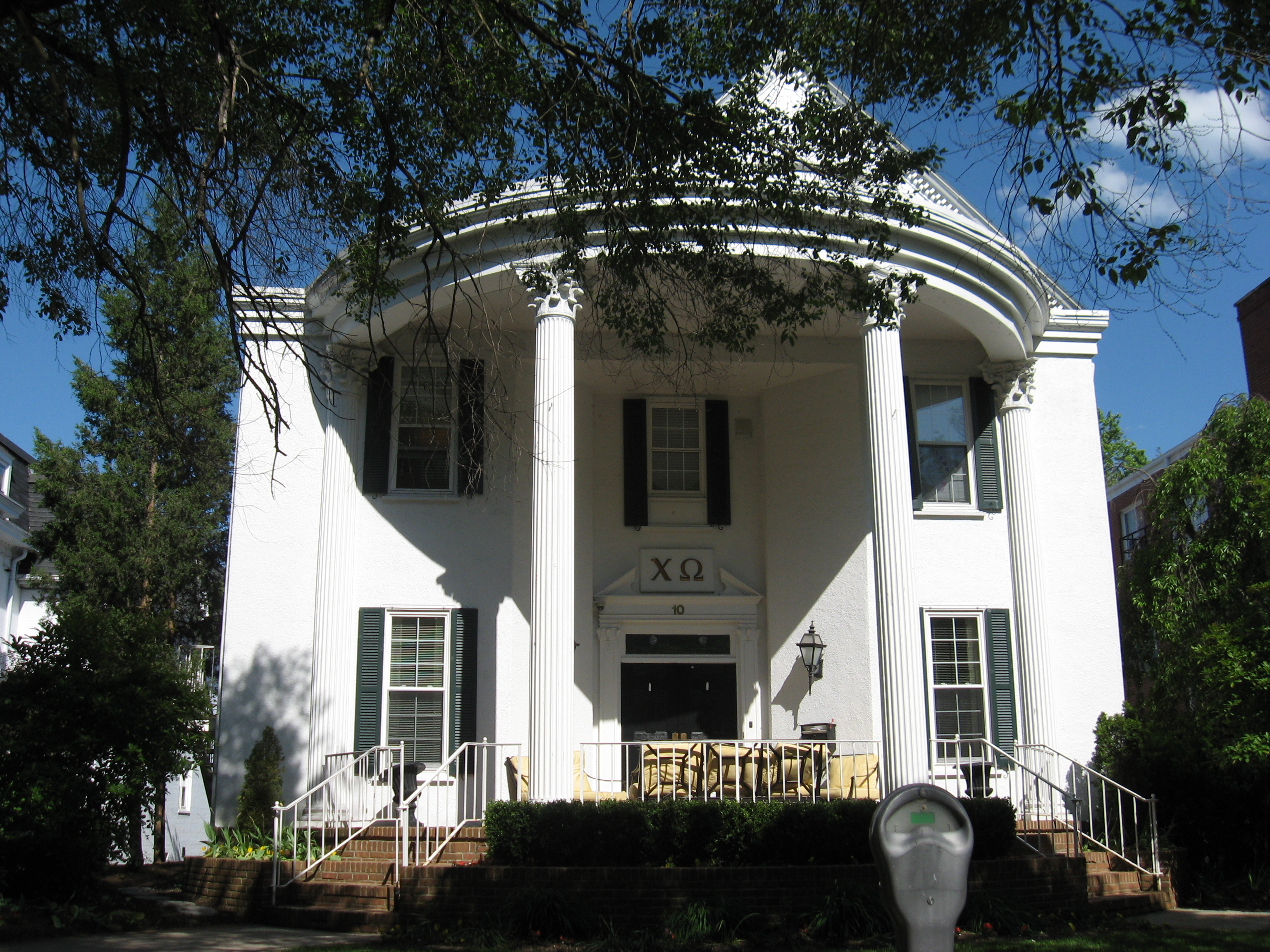
La maison Chi Omega à l'Université de l'Ohio.

Dès 2002, les dirigeantes de Chi Omega s'associent à la Fondation Make-A-Wish,. 
Bien qu'étant une organisation féminine, Chi Omega se qualifie de fraternité de femmes plutôt que de sororité.

## Fonctionnement
Les activités quotidiennes de la fraternité sont supervisées par le Conseil de gouvernance qui se compose de cinq anciennes élèves élues pour un mandat bénévole de deux ans. L'actuelle présidente de Chi Omega est Shelley Potter.
Depuis 1899, The Eleusis est le magazine officiel de Chi Omega, nommé d'après le mythe grec. Il est créé en 1899.

## Polémiques
En 1971, la section Delta Nu du Dickinson College tente de recruter une femme afro-américaine en tant que membre et essuie un refus de la direction. Delta Nu devient alors une sororité indépendante.
En 2013, le chapitre de la Pennsylvania State University ferme après une soirée dont le thème est raciste envers les américano-mexicains. La direction nationale de la sororité se désolidarise du chapitre.
En 2013 et 2014, des membres de plusieurs sororités de l'université de l'Alabama - y compris Chi Omega, Delta Delta Delta, Pi Beta Phi, Kappa Delta, Alpha Gamma Delta, Alpha Omicron Pi et Phi Mu - affirment que des membres actifs ou anciens ont interdit l'adhésion à des candidates noires en raison de leur appartenance ethnique,. Un membre anonyme de Chi Omega déclare au journal de l'école, The Crimson White, que l'association a refusé une fille noire qui avait obtenu des scores parfaits après le premier tour de recrutement. Par la suite, les membres de la section demandent une enquête générale sur la discrimination raciale, et une membre du conseil d'administration de la section démissionne. Les étudiantes organisent une manifestation couverte par la presse nationale et l'université recommence les événements de recrutement à zéro pour redonner une chance aux étudiantes noires.
En 2014, le chapitre de l'université du centre de la Floride est suspendu après des accusations de bizutage. Selon le rapport de police, une candidate forcée à boire du rhum se blesse lors d'une chute. Les membres de la sororité directement impliquées dans le bizutage démissionnent de la sororité.
En 2014, une membre de l'université de l'Alabama est expulsé de la sororité après avoir publié une image raciste offensante qui comprenait une insulte raciale sur les médias sociaux, se félicitant que la section n'avait offert l'adhésion à aucune femme noire cette année-là. Le président de l'université et la direction de la sororité publient tous deux des excuses. 
En 2016, une membre de la sororité de l'université du Nebraska à Omaha est expulsée de la sororité pour avoir publié des photos montrant ses lettres de sororité dans son profil Tinder. Sur Good Morning America, elle déclare avoir été harcelée par plusieurs membres de la sororité,.

## Membres notables
- Louise Bryant, journaliste
- Jen Psaki, porte-parole de la Maison-Blanche sous la présidence de Joe Biden